# Miesbach
Miesbach é uma cidade da Alemanha capital do distrito de Miesbach, região administrativa de Alta Baviera, estado da Baviera.